# جون بي. فلويد
جون بي. فلويد (بالإنجليزية: John B. Floyd)‏ هو محامي وسياسي أمريكي، ولد في 13 نوفمبر 1854، وتوفي في 15 أبريل 1935. انتخب عضو مجلس ولاية فيرجينيا الغربية.